# Cis discolor
Cis discolor är en skalbaggsart som beskrevs av Lawrence 1971. Cis discolor ingår i släktet Cis och familjen trädsvampborrare. Inga underarter finns listade i Catalogue of Life.